# Christine et Élisabeth Planström
 (juin 2022).
Kristiina et Elisabet Planström en finnois, ou Kristina et Elizabeth Planström en suédois, traduit en français Christine et Élisabeth Planström, sont des sœurs originaires de Laponie, une région du nord de la Finlande. Elles sont connues pour leur lien avec certains membres d'une des expéditions géodésiques françaises, menée par Maupertuis.
Elles sont toutes les deux décédées en France, Christine (née vers 1714) le 29 juillet 1790 et Elisabeth le 26 décembre 1784.

## Jeunesse
Les parents de Christine et Élisabeth Planström sont Jacob Planström et son épouse Christine Planting. Leur père, ancien capitaine de cavalerie dans les armées royale de Suède, juge et conseiller de sa ville natale de Tornio. Il meurt en 1739.
En 1737, une équipe des expéditions géodésiques françaises séjourne à Tornio, avec parmi eux le chef d'expédition Pierre Louis Moreau de Maupertuis, le mathématicien Alexis Claude Clairaut et leur interprète Anders Hellant. Ils sont accueillis en la demeure de Jacob Planström et rencontrent Christine et Élisabeth. Maupertuis convainc les jeunes luthériennes de se convertir au catholicisme ; malgré leur résolution, les deux sœurs peuvent difficilement se convertir dans leur pays d'origine.
En 1738, Christine et Elisabeth quittent donc toutes les deux leur pays d'origine, peut-être aussi par amour : Christine à la suite de poèmes que lui adresse Maupertuis ; Élisabeth à la suite d'une fausse promesse de mariage du secrétaire et dessinateur de Clairaut, Antoine-Étienne d'Herbelot. Elles partent pour la France, cachant leurs réelles motivations à leurs parents en prétextant un voyage culturel. Arrivées à Paris, aucune d'entre elles ne retrouvera finalement l'objet de son amour.
C'est à la Communauté de l'Instruction Chrétienne, rue Pot-de-Fer, qu'elles résident dans un premier temps. Elles y apprennent le français et se familiarisent avec leur nouvelle religion. 

## Vie en France

### Christine Planström
En 1742, contrainte et forcée en raison de son état mental incertain, Christine Planström devient une religieuse de l'abbaye du Trésor-Notre-Dame qui se situe sur le territoire communal de Bus-Saint-Rémy. Christine souffre d'un amour non partagé pour Maupertuis jusqu'à son décès, le 29 juillet 1790.

### Élisabeth Planström
Le 21 septembre 1739, Élisabeth Planström entre au service de la duchesse d'Aiguillon en qualité de femme de chambre pour 150 livres par an. Elle fait la rencontre d'un homme veuf, Pothier de Sevis. Né en 1705, fils d'un receveur des tailles Dieppois, il vit au château de Pelletot en Normandie dont il est le seigneur et à Beaufort dans le Jura. Ils se marient le 23 novembre 1745. Élisabeth Planström subit les nombreuses violences conjugales de son mari. Ils ont un fils, né le 9 septembre 1746, qui meurt à huit ans de maladie liée à la famine. En 1761, elle est arrêtée, accusée d'adultère par son mari pour s'être trop rapprochée de Jean-Baptiste Claude de Bragelongne, un écuyer de la Duchesse de Modène et écope de deux ans de prison. Elle finit sa vie avec de lourdes difficultés financières.

## Religion
Les deux sœurs Planström étaient au départ protestantes luthériennes dès l'enfance à l'église Hedwige-Éléonore de Tornio. Lorsqu'elles sont arrivées à Paris, elles se sont convertit à la religion catholique à la capitale de France.
Le protestantisme n'était pas toléré en France jusqu’à la Révolution française en 1789. Élisabeth et Christine, converties au catholicisme, obtiennent en France les avantages sociaux dont elles auraient été privées si elles étaient restées protestantes, l'édit de Versailles n'ayant été mis à jour qu'à partir de 1788. Elles obtiennent chacune une pension de Louis XV pour la conversion religieuse.